# Villars-Mendraz
Pour les articles homonymes, voir Villars.
Villars-Mendraz est une ancienne commune et localité suisse du canton de Vaud, située sur le territoire de Jorat-Menthue.

## Histoire
Villars-Mendraz est mentionné sous le nom de Villarmendra en 1453. La délimitation du territoire communal fut arrêtée en 1752 ; Villars-Mendraz possédait alors encore des forêts à Peney-le-Jorat, Montaubion-Chardonney et Villars-Tiercelin. Au Moyen Âge, le prieuré de Lutry et l'abbaye de Hautcrêt y avaient des biens. La mayorie de Villars-Mendraz, qui relevait du prieuré, passa à différents propriétaires : un certain Hugues en 1333, la famille Demierre de Moudon au XVIIe, les Constant d'Hermenches dès 1753. Villars-Mendraz fit partie du bailliage de Moudon (1536-1798), puis du district de Moudon (1798-2006). Un plan de zone fut adopté en 1977. Encore agricole (43 % des emplois dans le secteur primaire en 2005), Villars-Mendraz devient une localité résidentielle.
Le 1er juillet 2011, Villars-Mendraz a fusionné avec les communes de Montaubion-Chardonney, Peney-le-Jorat, Sottens et Villars-Tiercelin pour former la nouvelle commune de Jorat-Menthue.

## Démographie
Villars-Mendraz compte 4 feux en 1416 puis 94 habitants en 1764, 105 en 1798, 200 en 1850, 137 en 1900, 112 en 1950, 84 en 1970 et 190 en 2000.